# 거창 황강고택
거창 황강고택(居昌 黃岡古宅)은 대한민국 경상남도 거창군 위천면 황산리에 있는 고택이다. 2019년 12월 26일 경상남도의 문화재자료 제663호로 지정되었다.

## 지정 사유
황강고택은 황산마을의 입향조인 신권의 7세손인 신성진이 건립한 것으로 전해지고 있다. 현재의 건물은 형식과 특징을 볼 때, 조선시대 후기에서 일제강점 초에 건립된 것으로 추정되는데, 근래에 증개축을 통해 일부 변형된 모습을 보이고 있다. 다만, 변형된 것을 제외하면, 원형을 어느 정도 잘 간직하고 있고, 보존상태도 양호하다. 또한 이 건물은 전통마을인 황산마을의 중요한 한옥에 속한다. 이 건물의 담장 등을 포함한 황산마을의 한식담장은 이미 등록문화재로 관리되고 있고 주변의 문화재로 지정되어 있는 신씨고가, 구연서원 등과 관계가 있다.

## 같이 보기
- 거창 황산마을 옛 담장 - 국가등록문화재 제259호
- 거창 황산리 신씨고가 - 경상남도 민속문화재 제17호
- 거창 구연서원 관수루 - 경상남도 유형문화재 제422호

## 참고 문헌
- 거창 황강고택 - 국가유산청 국가유산포털